# Флюїдогеодинаміка
Флюїдогеодинаміка (рос. флюидогеодинамика, англ. fluidogeodynamics; нім. fluidale Geodynamik f) — розділ геології, який вивчає рух різних флюїдів в надрах Землі. 
Вихідні положення флюїдогеодинаміки: 
- всі природні тіла при певних умовах можуть виявляти властивості рідин (текти);
- процеси механічної міграції природних флюїдів підкоряються законам механіки рідин і газів;
- основні джерела енергії процесів флюїдогеодинаміки — тектонічні рухи, а також тепло надр Землі.

До завдань флюїдогеодинаміки відносять: встановлення рушійних сил процесів флюїдогеодинаміки; виявлення загальних механізмів міграції флюїдів; прогноз нових процесів флюїдогеодинаміки, розробка методів прогнозування геологічних результатів міграції флюїдів. Флюїдогеодинаміка виникла на стику спец. розділів механіки суцільних середовищ (гідромеханіки і реології) і динамічної геології. 
Основне поняття флюїдогеодинаміки: флюїд, міграційне напруження і флюїдодинамічна система. 
- Міграційне напруження – перепад потенціальної механічної енергії між двома точками, який визначає можливість, напрям і інтенсивність переміщення флюїду.
- Флюїдодинамічна система — це геологічне тіло, яке складається з флюїду, що механічно взаємодіє з вміщаючим його субстратом земних надр, всі частини якого гідравлічно пов'язані між собою і перебувають у русі під дією міграційного напруження.